# 残丘

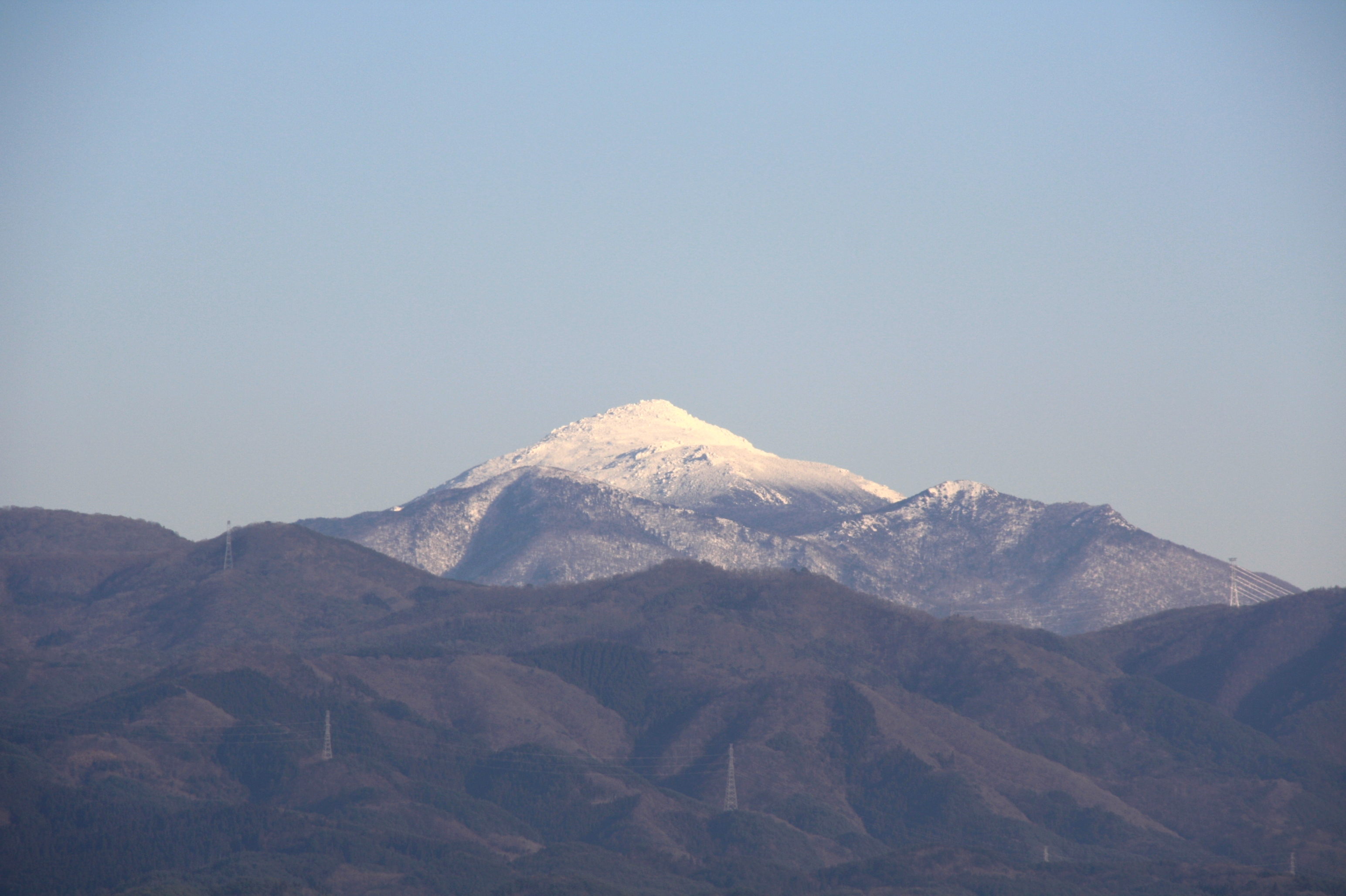
日本での典型地形、早池峰山（岩手県）

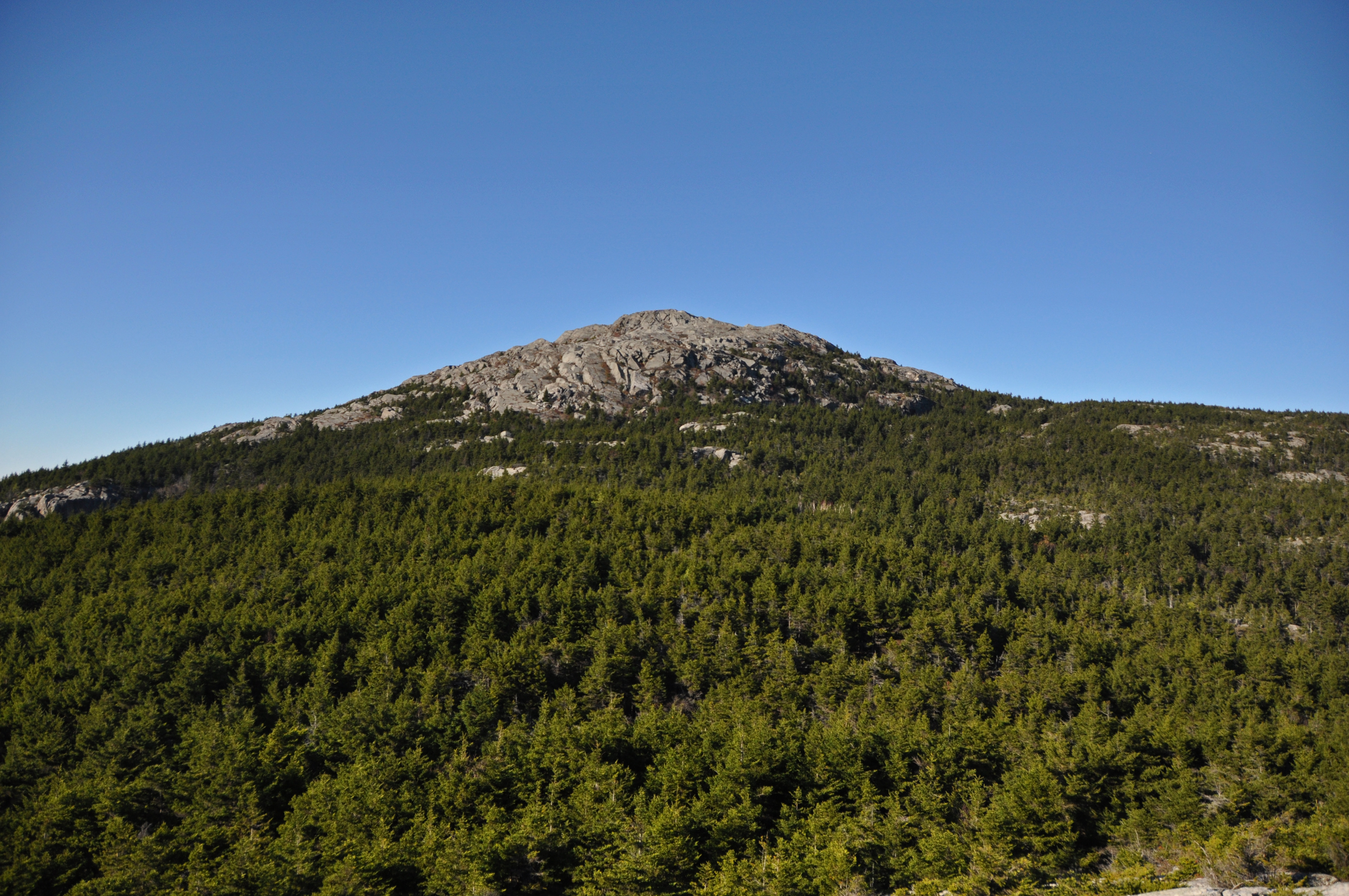
北米での典型地形、モナドノック山

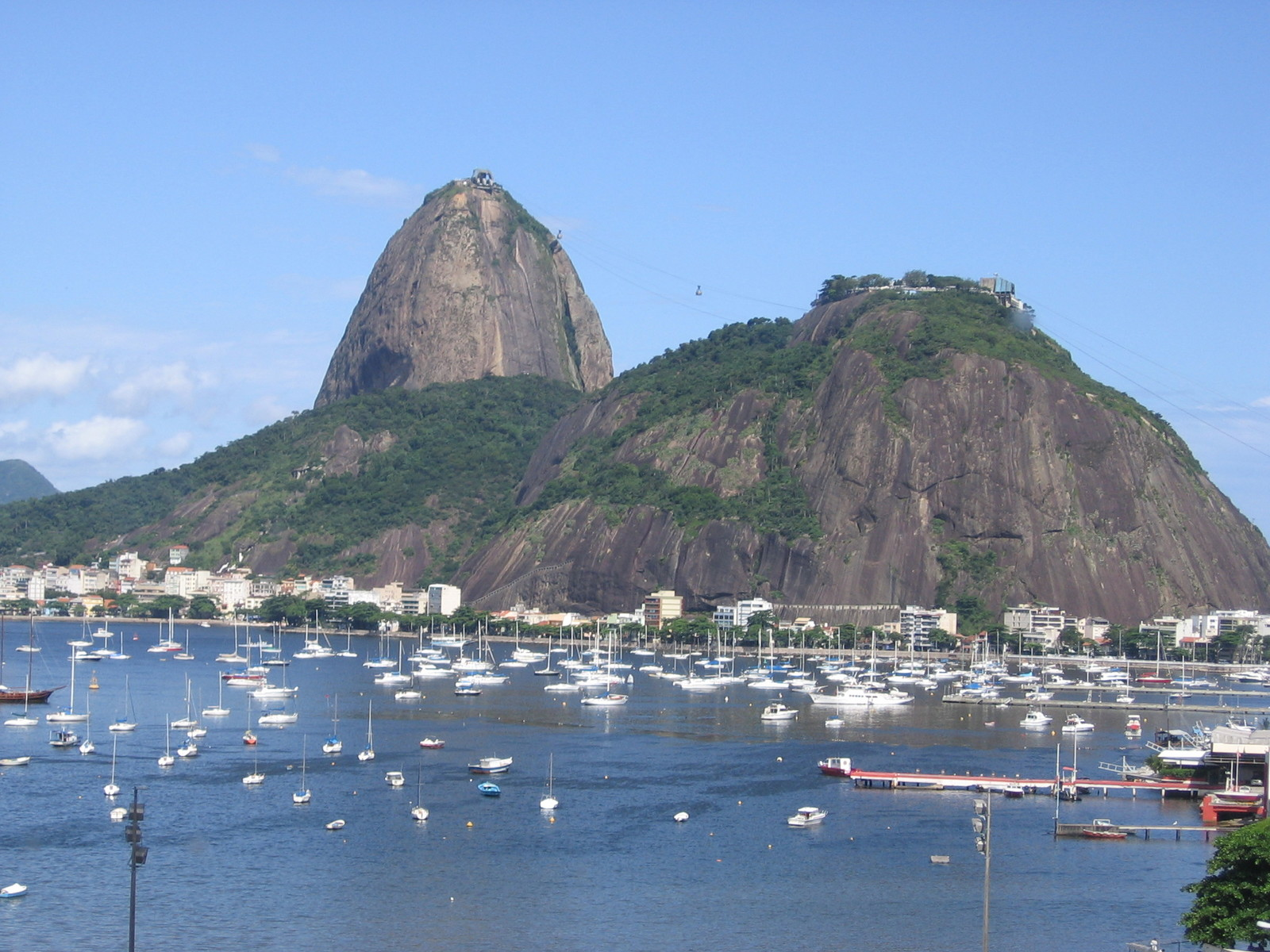
ポン・ヂ・アスーカル（ブラジル）

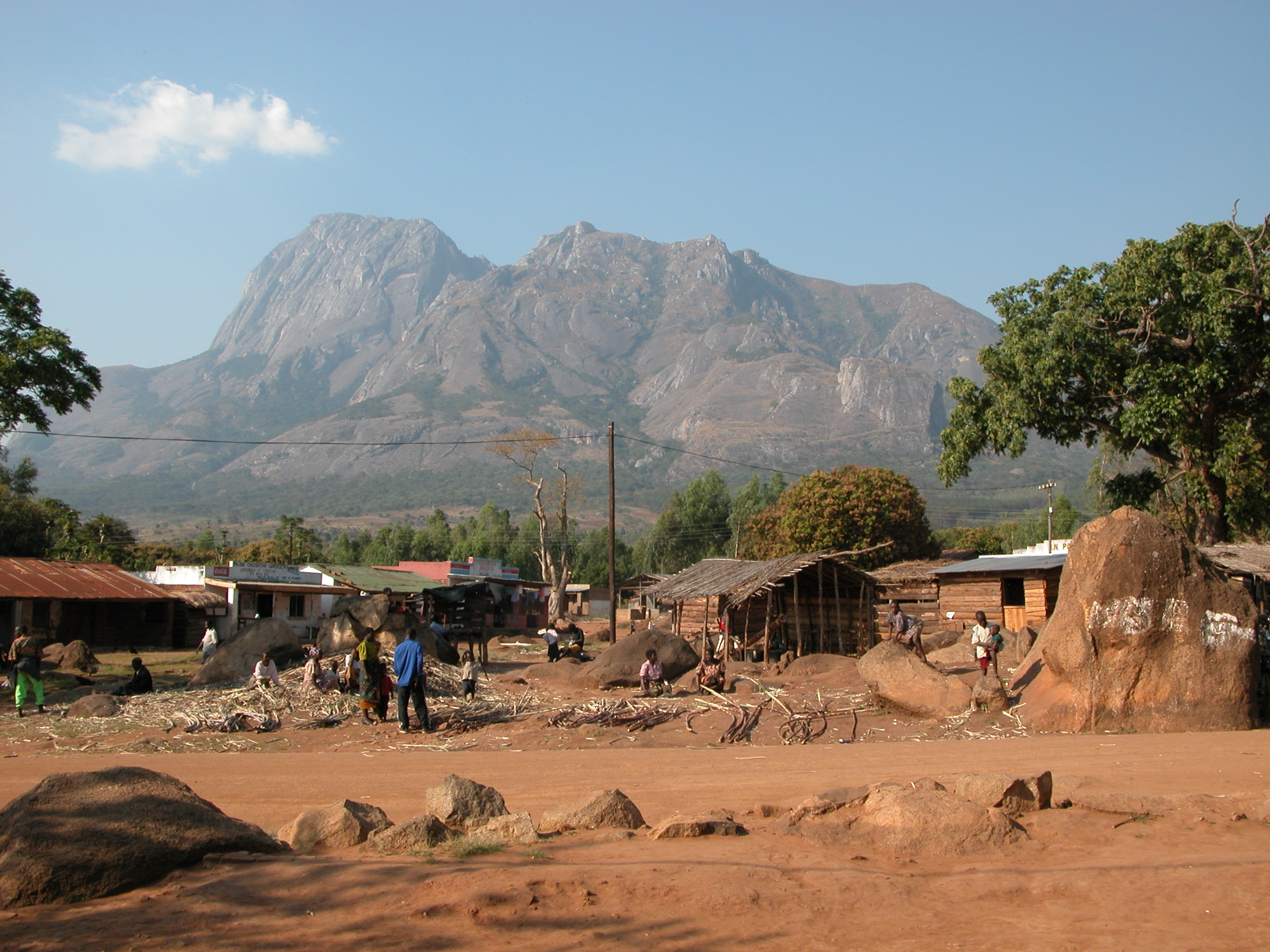
ムランジェ山（マラウイ）

残丘（ざんきゅう）は、準平原の中に存在する孤立した丘のことを指す。一般に、そこだけが周囲よりも岩盤が硬いために、断層運動や浸食によって、侵食から取り残されたものである。
累層が順序良く重なる地帯では、地形輪廻のような浸食を受けても、取り分けて目立った残丘は発生しにくい。逆に、断層運動などの地殻変動で累層が切断されたり折り曲げられたりした地帯では、場所によって浸食の度合いが異なるために残丘が発生しやすい。
日本では早池峰山（岩手県）がその典型とされているほか、北米ではニューハンプシャー州南部にあるモナドノック山（Mount Monadnock）が典型であるために残丘のことをモナドノック（英：monadnock）ともいう。

## 様々な呼称

### モナドノック
北米での呼称である「モナドノック（英：monadnock）」は、ニューハンプシャー州南部にあるモナドノック山（Mount Monadnock）から採られ、地質学者の間で用いられるようになった言葉である。モナドノック山自体は、アベナキ族（Abenaki）の言葉で（頂部が）平坦な山を意味する"menonadenak"あるいは孤立した山を意味する"menadena"から名づけられた。

### インゼルベルク
また、世界的にはインセルバーグ（独：inselberg、インゼルベルク）と呼ぶことが多い。これは「島状の山（島のような形状をした山）」を意味し、アフリカ南部で同様の地形を多数発見したことを受けて、ウィルヘルム・ボルンハルト（Wilhelm Bornhardt）が1900年に提唱した。ただし、インセルバーグは乾燥帯において顕著な地形を指して名付けられたものであり、モナドノックとは定義が少し異なる。1972年には「なだらかな傾斜をもった周囲の地形から飛び出した、急な斜面をもつ丘」と定義され、ビュートを含む。

### コピエ
アフリカの南部や中部では、これらと同じような形状の花崗岩の丘をコピエ（蘭：kopje）と呼ぶ。これはもともと、アフリカーンス語の"koppie"に由来する。

## 堅牢残丘
地層を構成する岩石類の性質に地域差があり、柔らかく浸食されやすい石灰岩などからなる周囲地形に対して、花崗岩などの浸食されにくいところが残って小高い丘となったもの。こうして形成された残丘を堅牢残丘（けんろうざんきゅう）という。

## 遠隔残丘
分水界にある地点は、河川や氷河の浸食作用を受けにくく、年月を経て周囲の浸食が進んでも高いまま取り残される。こうして形成された残丘を遠隔残丘（えんかくざんきゅう）という。

## 残丘の例
ウルルやカタ・ジュタ（オーストラリア）、早池峰山（岩手県）、筑波山（茨城県）、讃岐富士（香川県）などは大規模な堅牢残丘である。